# Byadarabilaguli, Piriyapatna
Byadarabilaguli là một làng thuộc tehsil Piriyapatna, huyện Mysore, bang Karnataka, Ấn Độ.